# Izzi
izzi, registrada como Empresas Cablevisión, S.A.B. de C.V., es una empresa de telecomunicaciones mexicana, propiedad de Grupo Televisa que ofrece servicios de internet, telefonía y televisión por cable, enfocado a hogares y negocios en México. Fue fundada en el año 1960 y su sede central está ubicada en la Ciudad de México. El 10 de junio del 2024, se dió conocer que izzi se fusionaria con la empresa sky México ambas propiedad de Grupo Televisa.

## Historia
El 3 de octubre de 1960, es fundada la empresa Cablevisión con un grupo de 10 personas lideradas por el arquitecto Benjamín Burillo Pérez.
En 1969 la Secretaría de Comunicaciones y Transportes «SCT», le otorga a Cablevisión el permiso provisional para la operación de 124 km de Cable Coaxial en la Colonia Roma, en dicho año la empresa ya contaba con al menos 300 suscriptores en ese entonces. Además, Cablevisión pasa a formar parte de Grupo Televisa del empresario Emilio Azcárraga Milmo.
En 1974 la Secretaría de Comunicaciones y Transportes «SCT», le otorga a Cablevisión la licencia definitiva de operación con una base de al menos 7000 suscriptores en ese entonces.
En 2002 Cablevisión comienza a ofrecer servicio de internet de banda ancha y en 2007 comienza a ofrecer servicio de telefonía fija. En el mismo 2007 Grupo Televisa, firmó un acuerdo para adquirir la mayoría de los activos de Bestel, una empresa de telecomunicaciones en México, por 325 millones dólares.
En 2009, Cablevisión, Cablevisión Monterrey, Cablemás y Megacable crearon una alianza y presentaron varios paquetes triple play nombrados «YOO». Tal alianza ya no está vigente.
El 3 de noviembre de 2014, Cablevisión es relanzado como izzi para unificar sus productos y servicios bajo una sola marca, junto con 5 proveedoras de televisión por cable que Grupo Televisa adquirió como; Cablevisión Monterrey en su 50% en 2006, Cablemás en 2011, Cablecom en 2013 y Telecable en 2015.
El 4 de marzo de 2016, Grupo Televisa anuncia la adquisición total de Cablevisión Monterey de Grupo Multimedios.
El 17 de diciembre de 2018, se anunció en un comunicado el acuerdo para transferir de Axtel a Televisa, propietaria de Izzi, 227 mil 802 clientes residenciales y micro-negocios de las ciudades de México, Monterrey, San Luis Potosí, Aguascalientes, Juárez y el municipio de Zapopan. A partir del anuncio de la venta, Izzi comenzó el proceso de integración de los clientes de Axtel, el cual concluyó el 10 de diciembre de 2020 con la adhesión de los usuarios de Monterey, Nuevo León, tal como se anunció en 2018. En un boletín difundido el 27 de noviembre de 2020, Izzi prometió a los usuarios que tendrían otros beneficios por el mismo precio, entre ellos servicios de streaming.
El 11 de abril de 2024 se confirmó que tras la compra de las acciones que poseía AT&T México en Sky México por parte de Grupo Televisa, dicha empresa estaba planeando fusionar Sky con izzi. El proceso de dicha fusión comenzó antes del inicio de la Eurocopa 2024 ya que la transmisión de dicha competición que un principio era exclusiva de Sky, se confirmó que también estaría disponible para los clientes de izzi. Posteriormente como parte del proceso de fusión, el 15 de agosto de 2024 se hizo oficial el añadido de los canales de Sky Sports a izzi.

## Infraestructura
Su infraestructura en sus inicios estuvo compuesta únicamente por cable coaxial. Actualmente su infraestructura es de híbrido de fibra coaxial o «HFC» en telecomunicaciones, es un término que define una red que incorpora tanto fibra óptica como cable coaxial, creando así una red híbrida cuya función es la de transmitir servicios de internet y televisión por cable, además de telefonía fija por voz sobre protocolo de internet «VoIP».
Con la integración de las empresas Cablecom, Cablemás, Telecable y Cablevisión Monterrey, Izzi ofrece servicio en más de 60 ciudades en 29 estados de la República Mexicana, mediante red «HFC» con más de 30,000 kilómetros de fibra óptica y 77,000 kilómetros de cable coaxial.

Infraestructura «HFC» de izzi
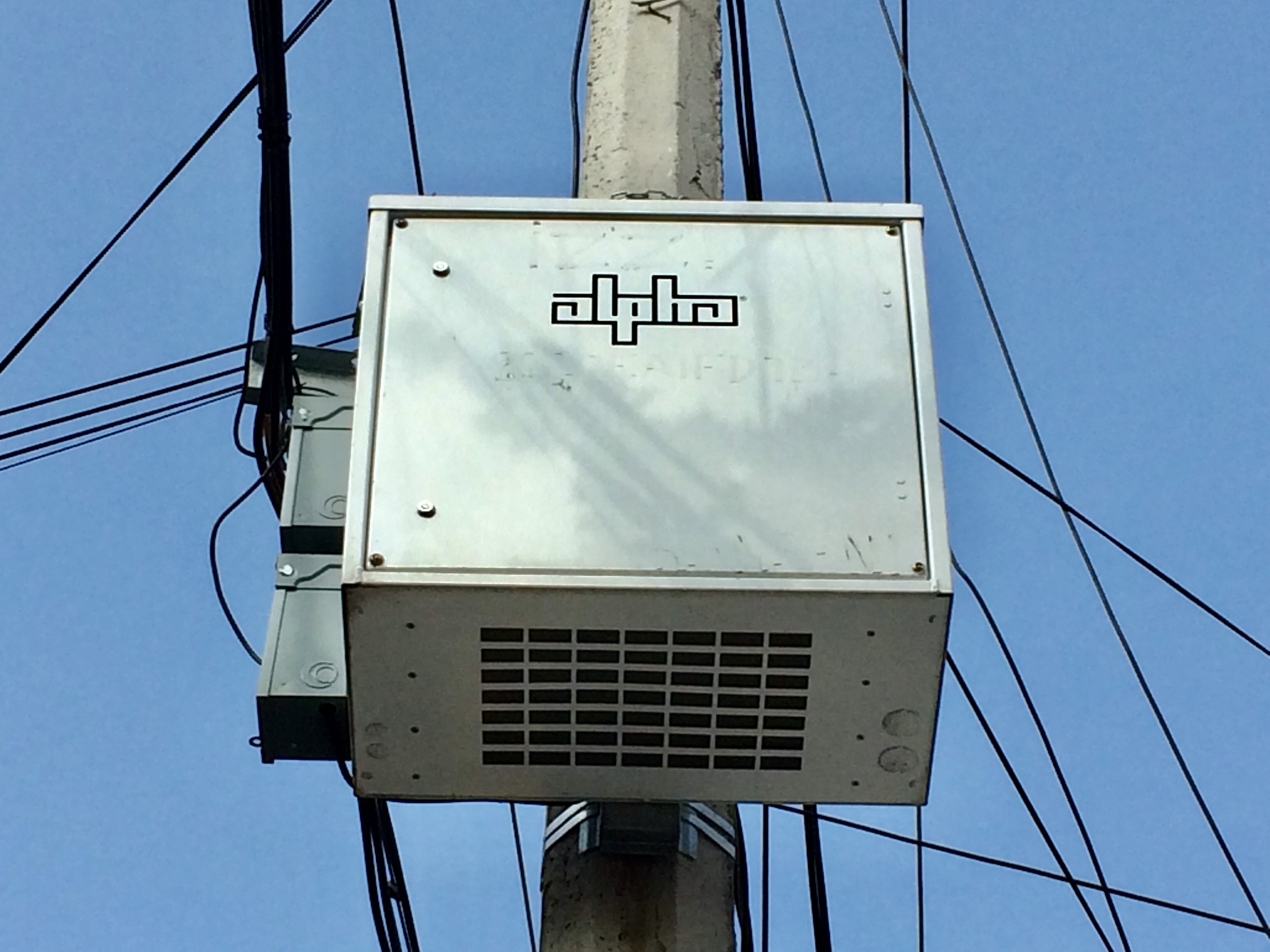
Fuente de poder de izzi
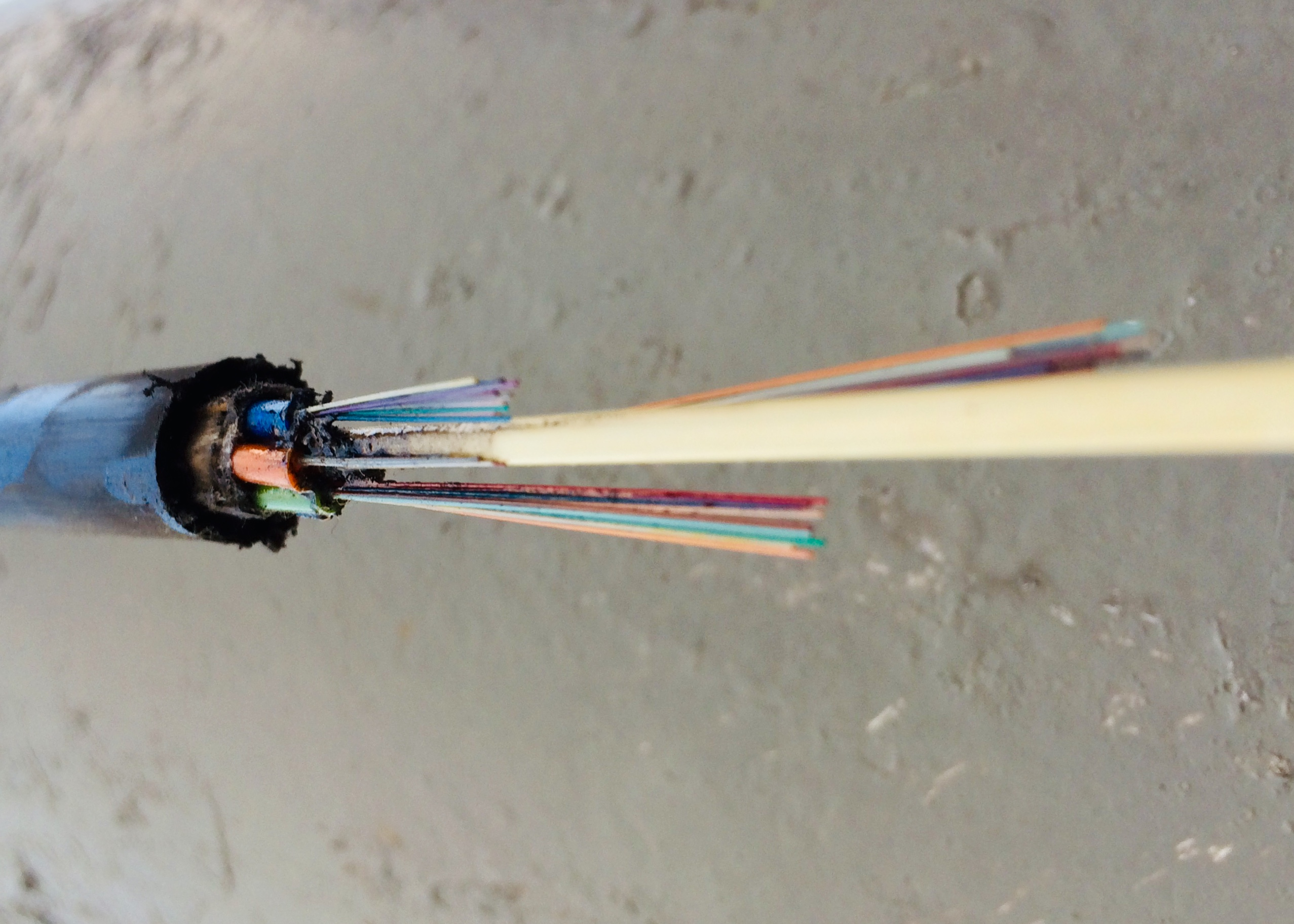
Cable de fibra óptica de izzi
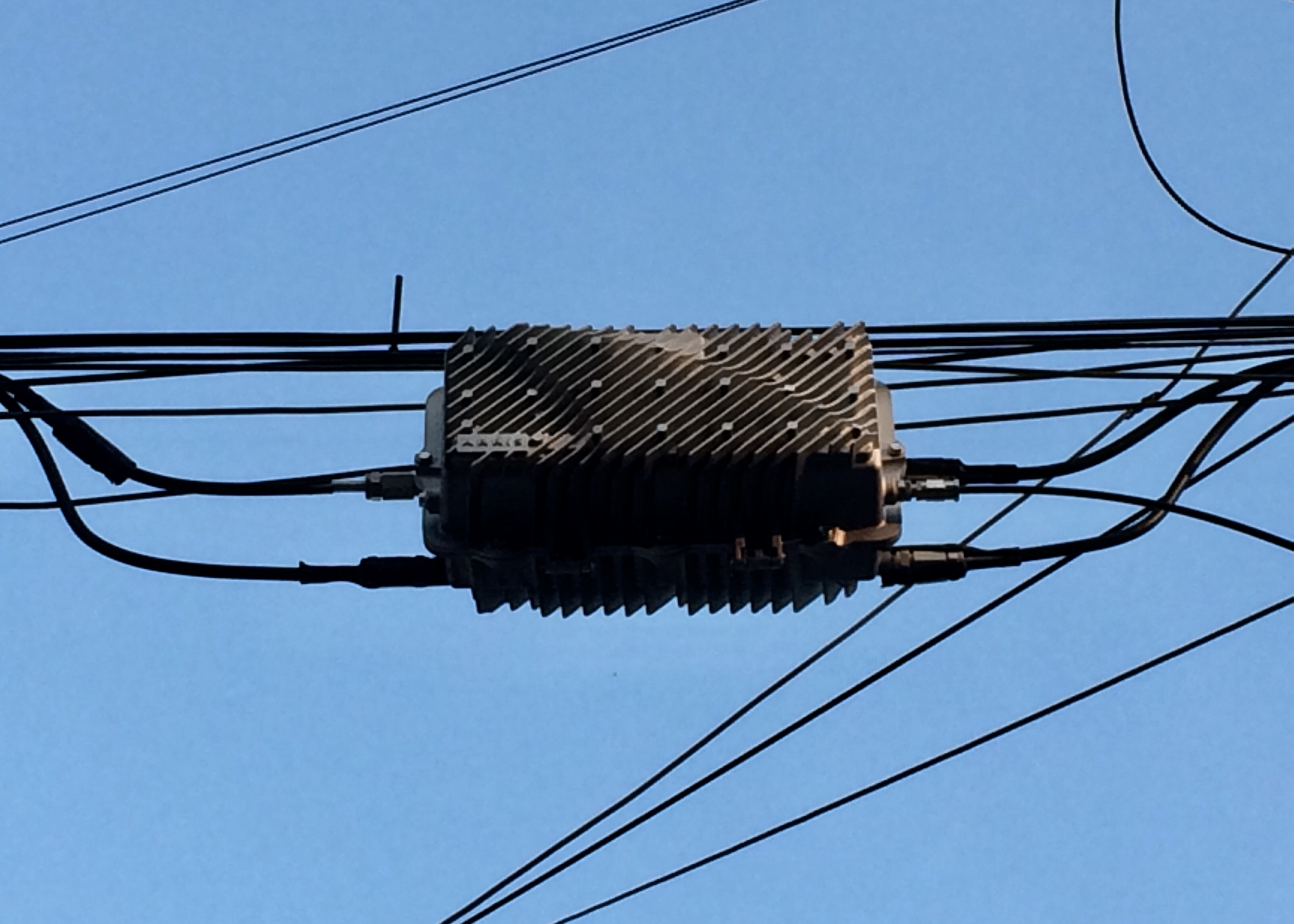
Nodo «HFC» de izzi
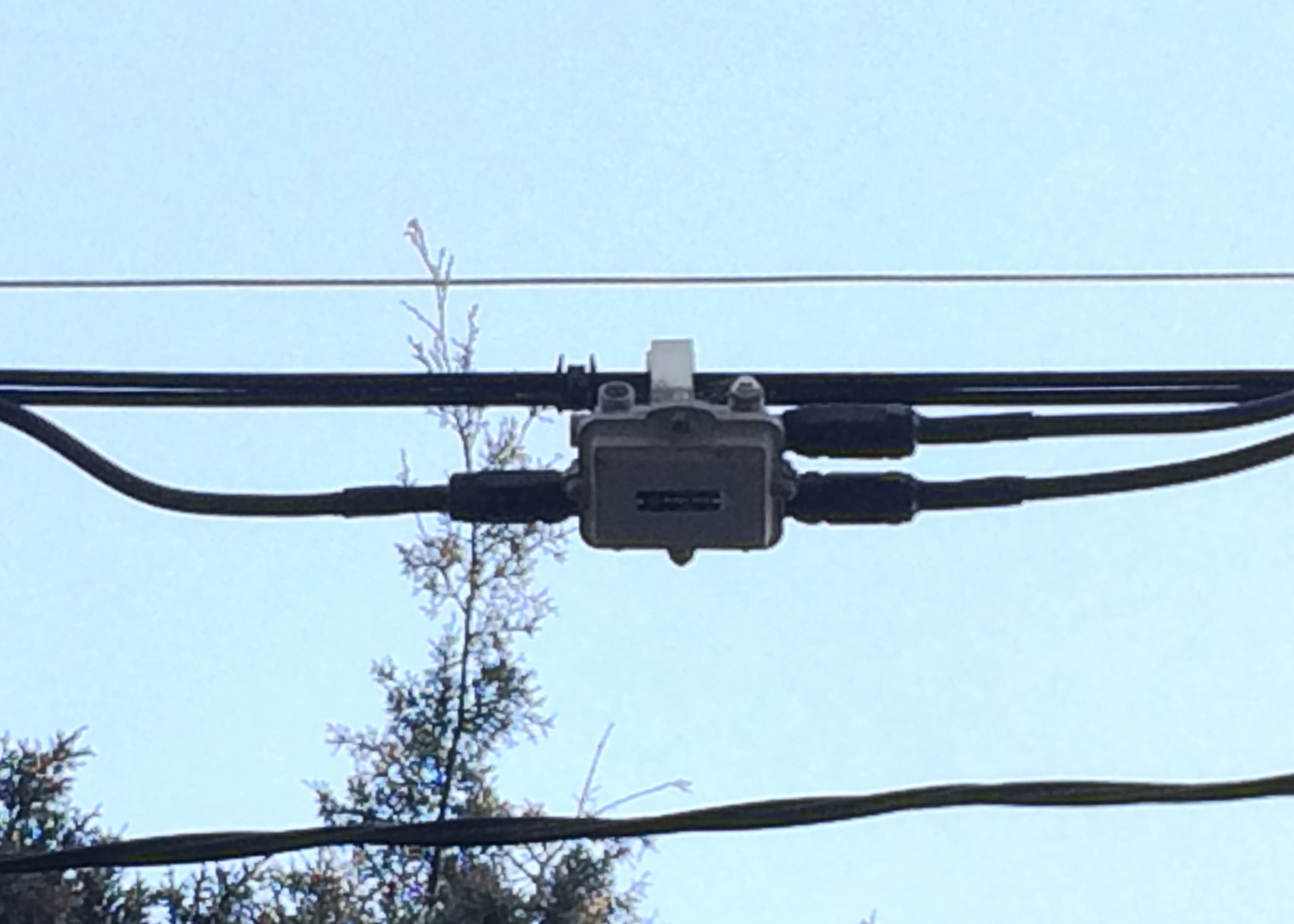
Splitter «HFC» de izzi
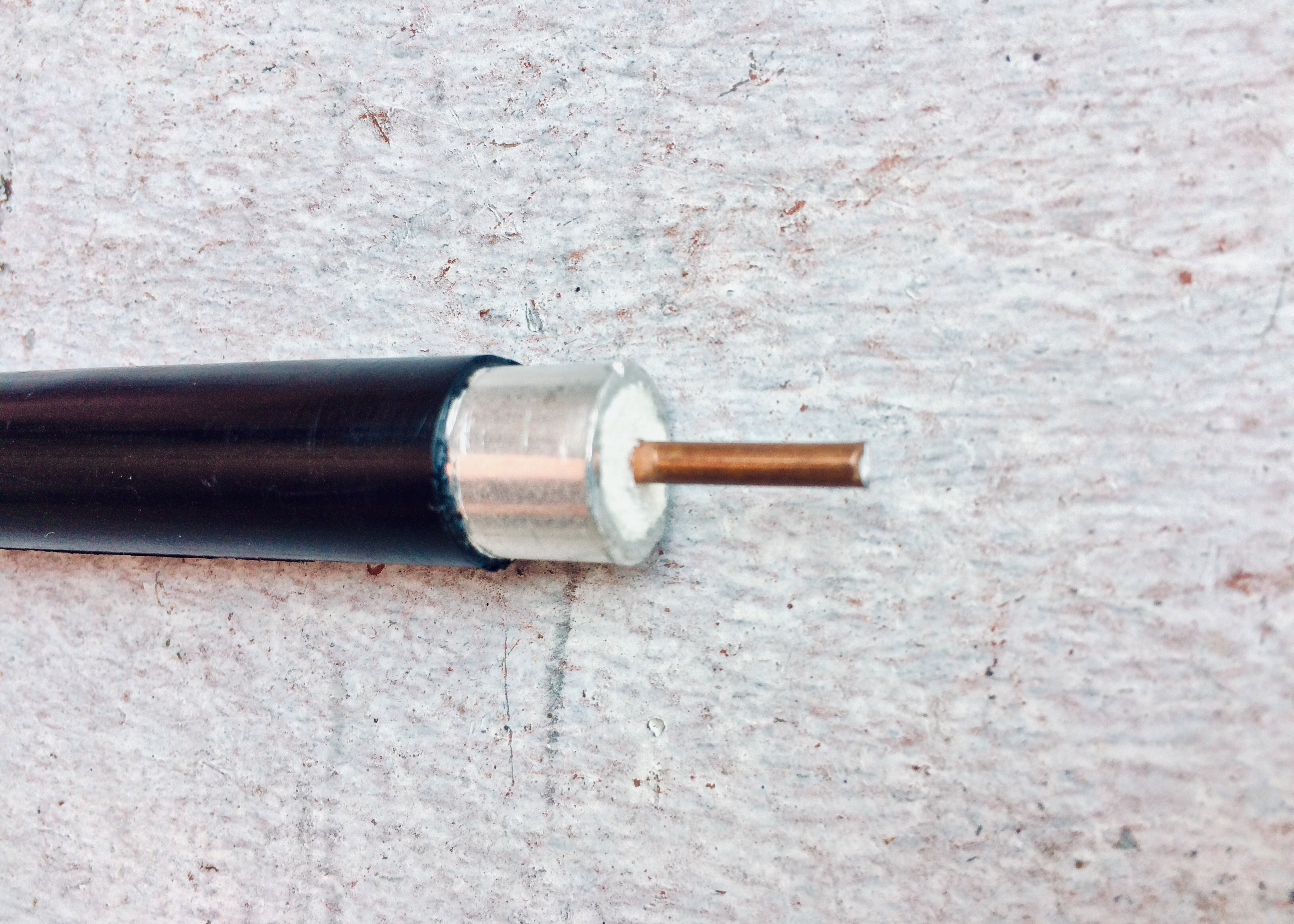
Cable coaxial «.500» de izzi
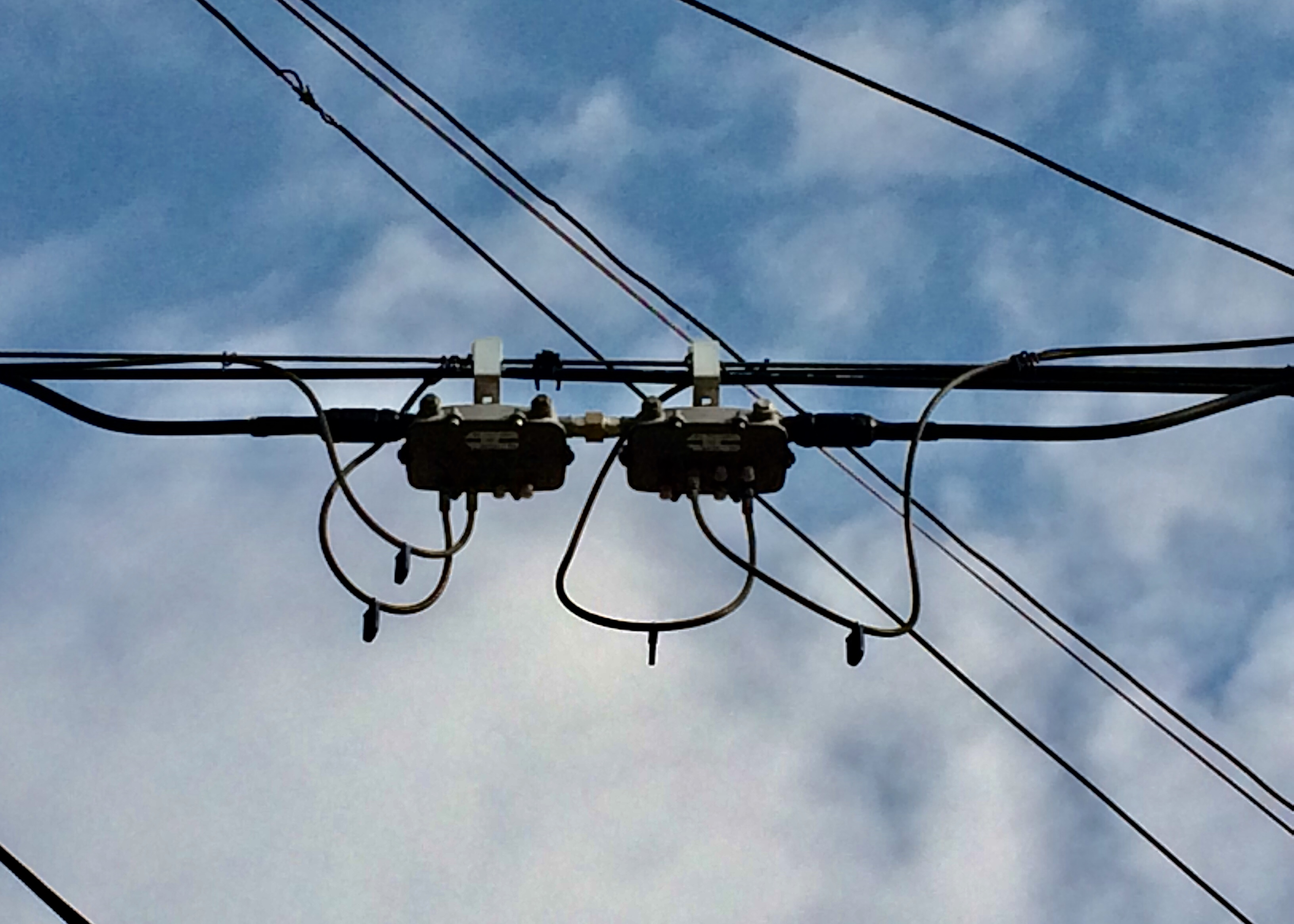
Punto de conexión doméstica exterior de izzi

## Servicios
Izzi ofrece dos esquemas de servicio,  doble play «internet y telefonía» y triple play «internet, televisión y telefonía» enfocado a hogares y negocios, sujeto a cobertura.

### Internet
- Izzi ofrece desde 40 hasta 1000 megas de velocidad de descarga.[38][39]

### Telefonía
- Izzi ofrece llamadas ilimitadas en México, Estados Unidos, Canadá, América «excepto Cuba» y algunos destinos de Europa.[40]
- Línea izzi: aplicación que ofrece a sus clientes con telefonía contratada, realizar y recibir llamadas ilimitadas desde el dispositivo móvil como si fuera un teléfono fijo.[41][42][43]

### Televisión
- Izzi ofrece desde 100 canales, 65 en definición estándar y 35 en alta definición. Hasta 200 canales, 115 en definición estándar y 85 en alta definición con la capacidad de pausar, retroceder y adelantar la programación.[44]
- Izzi ofrece a sus clientes con televisión el apartado «On Demand», para rentar series y películas desde el control remoto.[45]
- izzi Go: aplicación que ofrece a sus clientes con televisión contratada, ver contenido en streaming, canales y programación en vivo desde dispositivos móviles, además de poder usar la aplicación como un control remoto.[46][47][48]
- izzi App: aplicación que ofrece a sus clientes, administrar el estado de cuenta del cliente, personalizar módem, solicitar soporte técnico y realizar pagos.[49][50][51]
- Izzi también ofrece los siguientes servicios: Vix Premium, Disney+, Star+, HBOmax, Universal+, Fox Sports Premium, NBA League Pass, Paramount+, Golden Premiere, Stingray Karaoke, Qello Concerts, Edye, DogTV y Netflix.[52]

## Izzi Flex
En diciembre de 2018, se dio a conocer que izzi también entraría al mercado de Internet 4G en México haciendo uso de la red compartida «Altán Redes». Cabe mencionar que la red Altán aún no está presente en todo el territorio mexicano. Este servicio ofrece internet inalámbrico en cualquier parte —con cobertura disponible— sin necesidad de instalar cables o cualquier otro tipo de red alámbrica, simplemente basta colocar un Micro SIM y enchufar a la corriente eléctrica el módem y comenzará a funcionar el servicio.

## Izzi Pocket
En diciembre de 2018, también se dio a conocer izzi Pocket, es un servicio de internet portátil que no necesita conectarse a la corriente eléctrica y lo puedes llevar contigo a todos lados. La diferencia entre izzi Flex e izzi Pocket es que el primero es para uso en interiores pues depende de la corriente eléctrica, mientras que el segundo no depende de corriente eléctrica para funcionar, aunque necesita recargarse periódicamente cuando su batería se agota.

## Izzi Móvil
El 1 de junio de 2020, Izzi empezó a ofrecer servicios de telefonía móvil a través de la Red 4.5G LTE de Altán Redes. Actualmente este servicio incluye 5000 MB de datos móviles, llamadas y mensajes de texto «SMS» ilimitados en México, Estados Unidos, Canadá, América «excepto Cuba» y algunos destinos de Europa además cuenta con roaming en Estados Unidos y Canadá, por el momento solamente hogares y negocios clientes de Izzi pueden acceder a este servicio y se encuentra sujetó a disponibilidad.
El 3 de noviembre de 2022, Izzi ha revelado una alianza con AT&T México para expandir la cobertura de su servicio izzi Móvil en México, además de anunciar el lanzamiento de nuevos planes de telefonía celular, servicio que sigue siendo exclusivo para hogares y negocios clientes de Izzi.

## Fusión con sky México

### 2024: Preparativos y anuncios iniciales
El 6 de abril de 2024, Televisa informa la integración formal de Sky México e Izzi en una sola empresa, buscando optimizar las operaciones y recursos de ambos servicios.
El 11 de abril de 2023, Grupo Televisa anuncia su intención de fusionar las operaciones de Sky México e Izzi, con el objetivo de fortalecer su presencia en el mercado de televisión de paga y telecomunicaciones en México.
El 29 de abril de 2024, se anuncia que la fusión se llevará a cabo en el segundo trimestre de 2024, con la meta de lograr ahorros operativos por hasta 400 millones de pesos.
El 10 de junio de 2023, se confirma que la fusión permitirá a Televisa alcanzar una participación del 59% en el mercado de televisión de paga en México, consolidándose como líder en el sector.
El 11 de junio de 2024, se empieza a ofrecer a los usuarios de Izzi el servicio de entretenimiento de Sky, ampliando la oferta de contenido disponible para los clientes.

### 2025: Implementación y ajustes
El 3 de enero de 2025, se efectúa la eliminación de los canales de TV Azteca en las plataformas de Izzi y Sky, afectando canales como Azteca Uno, Azteca 7, adn40 y amás+.